# Storslett
Storslett est une localité du comté de Troms, en Norvège.

## Géographie
Administrativement, Storslett fait partie de la kommune de Nordreisa.